# The Boys
The Boys är en amerikansk serie skriven av Garth Ennis och tecknad av Darick Robertson. Den publicerades av det amerikanska förlaget Wildstorm från oktober 2006 innan den flyttades till förlaget Dynamite Entertainment i februari 2007.
Serien utspelar sig i en samtida värld som är i stort sett identisk med vår, men med ett viktigt undantag: Ett relativt stort antal människor har utvecklat någon typ av superkrafter och är kända över hela världen som superhjältar, ofta kallade "supes". Dock är superhjältar ej ett naturligt fenomen i The Boys, utan resultatet av substansen "Compound V", ett serum skapat av det korrupta storföretaget Vought International. Dessa superhjältar är uppfostrade och kontrollerade av Vought, som marknadsför dem som produkter och kändisar, även deras hjältedåd är oftast iscensatta för publicitetens skull och "hjältarna" själv är bakom stängda dörrar ofta mentalt instabila, dekadenta och i vissa fall rentav sadistiska.
Serien följer en CIA-backad grupp, känd som "The Boys", som har i uppgift att bevaka superhjältar och, om det skulle vara nödvändigt, döda dem. Gruppen leds av Billy Butcher, som drivs av ett enormt hat mot alla "supes" då hans fru våldtogs och eventuellt dödades av Homelander, en mörk parodi av Stålmannen som är världens främste hjälte. Huvudkaraktären är "Wee Hughie" Campbell, en ung skotte vars flickvän brutalt dödas i en olycka på orsakad av hjälten A-Trains vårdslöshet. I "The Boys" finnes även "Mother's Milk", en man som även i vuxen ålder behöver dricka sin mors bröstmjölk för att hålla sig vid liv, "Frenchie", en superstark fransman med ett mystiskt förflutet och slutligen "The Female" ("Honan"), en stum japansk kvinna som uttrycker sig via brutalt våld-